# Alexander Eduardowitsch Panschinski
Alexander Eduardowitsch Panschinski (russisch Александр Эдуардович Панжинский; * 16. März 1989 in Chabarowsk) ist ein russischer Skilangläufer, der sich auf Sprintwettbewerbe spezialisiert hat.

## Werdegang
Nach guten Resultaten auf Juniorenebene startete Panschinski erstmals in der Saison 2007/08 im Eastern Europe Cup, wo er bisher zwei Siege erringen konnte. 2009 nahm er an den Juniorenweltmeisterschaften in Le Praz-de-Lys-Sommand teil, wo er sich im Sprintfinale gegen alle Kontrahenten durchsetzen konnte und die Goldmedaille gewann. Dies ermöglichte ihm den Start beim Weltcup-Sprint im norwegischen Trondheim. Überraschend qualifizierte er sich deutlich für die Viertelfinalläufe und belegte den 17. Platz. Somit gehört er zu den wenigen Skilangläufern, die bei ihrem ersten Einsatz in der bedeutendsten Skilanglauf-Rennserie Weltcup-Punkte gewinnen konnten. Gleich zu Beginn der Saison 2009/10 zeigte Panschinski auch im finnischen Kuusamo sein Potential auf, als er das Halbfinale erreichte und dort den zehnten Platz ersprintete. Es folgten in der Saison weitere Top-Zehn-Platzierungen bei Sprintrennen. Beim Saisonhöhepunkt den Olympischen Winterspielen 2010 in Vancouver gewann er Silber im Sprint. Die Saison beendete er auf dem 16. Rang in der Sprintwertung. In der folgenden Saison konnte er im Weltcup seine starken Leistungen nicht wiederholen. Der elfte Platz im März 2011 in Lahti war sein bestes Saisonergebnis. Im Januar 2011 gewann er Gold bei den U23-Weltmeisterschaften in Otepää. Einen Monat später holte er bei den Nordischen Skiweltmeisterschaften 2011 in Oslo zusammen mit Nikita Krjukow Bronze im Teamsprint. Seine bisher beste Platzierung bei einem Weltcuprennen erreichte er im März 2012 in Drammen mit dem vierten Rang. Bei den nordischen Skiweltmeisterschaften 2013 im Val di Fiemme belegte er den 26. Platz im Sprint. In der Saison 2014/15 errang er bei sechs Teilnahmen im Weltcup, drei Top-Zehn-Platzierungen und belegte damit den 23. Platz im Sprintweltcup. Beim Saisonhöhepunkt den Nordischen Skiweltmeisterschaften 2015 in Falun belegte er den 34. Platz im Sprint. In der folgenden Saison kam er im Weltcup dreimal in die Punkteränge und errang zum Saisonende auf den 30. Platz im Sprintweltcup. Sein bestes Resultat dabei war der sechste Rang im Sprint in Drammen. Im folgenden Jahr lief er bei den Olympischen Winterspielen 2018 in Pyeongchang auf den 11. Platz im Sprint und errang beim Murmansk Skimarathon den dritten und beim Fossavatnsgangan über 50 km klassisch den zweiten Platz.

## Siege bei Continental-Cup-Rennen
| Nr. | Datum             | Ort            | Disziplin        | Serie              |
| --- | ----------------- | -------------- | ---------------- | ------------------ |
| 1.  | 22. Dezember 2012 | Krasnogorsk    | Sprint klassisch | Eastern Europe Cup |
| 2.  | 22. November 2015 | Werschina Tjoi | Sprint klassisch | Eastern Europe Cup |
| 3.  | 24. Dezember 2016 | Krasnogorsk    | Sprint klassisch | Eastern Europe Cup |

## Teilnahmen an Weltmeisterschaften und Olympischen Winterspielen

### Olympische Spiele
- 2010 Vancouver: 2. Platz Sprint klassisch
- 2018 Pyeongchang: 11. Platz Sprint klassisch

### Nordische Skiweltmeisterschaften
- 2011 Oslo: 3. Platz Teamsprint klassisch
- 2013 Val di Fiemme: 26. Platz Sprint klassisch
- 2015 Falun: 34. Platz Sprint klassisch

## Platzierungen im Weltcup

### Weltcup-Statistik
Die Tabelle zeigt die erreichten Platzierungen im Einzelnen.
- 1.–3. Platz: Anzahl der Podiumsplatzierungen
- Top 10: Anzahl der Platzierungen unter den ersten zehn
- Punkteränge: Anzahl der Platzierungen innerhalb der Punkteränge
- Starts: Anzahl gelaufener Rennen in der jeweiligen Disziplin
- Hinweis: Bei den Distanzrennen erfolgt die Einordnung gemäß FIS.

| Platzierung               | Distanzrennen a | Distanzrennen a | Distanzrennen a | Distanzrennen a | Distanzrennen a | Skiathlon Verfolgung | Sprint | Etappen- rennen b | Gesamt | Team   | Team    |
| Platzierung               | ≤ 5 km          | ≤ 10 km         | ≤ 15 km         | ≤ 30 km         | > 30 km         | Skiathlon Verfolgung | Sprint | Etappen- rennen b | Gesamt | Sprint | Staffel |
| ------------------------- | --------------- | --------------- | --------------- | --------------- | --------------- | -------------------- | ------ | ----------------- | ------ | ------ | ------- |
| 1. Platz                  |                 |                 |                 |                 |                 |                      |        |                   |        |        |         |
| 2. Platz                  |                 |                 |                 |                 |                 |                      |        |                   |        |        |         |
| 3. Platz                  |                 |                 |                 |                 |                 |                      |        |                   |        |        |         |
| Top 10                    |                 |                 |                 |                 |                 |                      | 16     |                   | 16     | 4      |         |
| Punkteränge               |                 |                 |                 |                 |                 |                      | 33     |                   | 33     | 5      |         |
| Starts                    |                 |                 |                 |                 |                 |                      | 52     |                   | 52     | 5      |         |
| Stand: Saisonende 2017/18 |                 |                 |                 |                 |                 |                      |        |                   |        |        |         |

### Weltcup-Gesamtplatzierungen
| Saison  | Gesamt | Gesamt | Sprint | Sprint |
| Saison  | Punkte | Platz  | Punkte | Platz  |
| ------- | ------ | ------ | ------ | ------ |
| 2008/09 | 14     | 136.   | 14     | 81.    |
| 2009/10 | 180    | 43.    | 180    | 16.    |
| 2010/11 | 39     | 95.    | 39     | 51.    |
| 2011/12 | 88     | 67.    | 88     | 26.    |
| 2012/13 | 32     | 102.   | 32     | 54.    |
| 2013/14 | 49     | 89.    | 49     | 41.    |
| 2014/15 | 105    | 62.    | 105    | 23.    |
| 2015/16 | 82     | 67.    | 82     | 30.    |
| 2016/17 | 104    | 63.    | 104    | 23.    |
| 2017/18 | 61     | 77.    | 61     | 34.    |